# Брукс, Гвендолин
Гвендолин Брукс (англ. Gwendolyn Brooks; 7 июня 1917, Топика, Канзас — 3 декабря 2000, Чикаго, Иллинойс) — американская поэтесса.

## Семья. Детство. Первые шаги в литературе
Родилась в семье бывшей школьной учительницы, оставившей работу ради семьи, и сына беглого раба — бывшего участника Гражданской войны. Отец Гвендолин хотел стать врачом, но из-за невозможности платить за обучение вынужден был устроиться работать вахтёром.
Когда дочери было всего шесть недель от роду, семья перебралась в Чикаго. Всё детство девочки пройдёт в чикагских трущобах.
Когда Гвендолин было 13, её стихи были впервые опубликованы. В 16 лет в её активе было уже не менее 75-и опубликованных стихотворений. В 1936, окончив колледж, Брукс стала преподавать литературу.
Первый сборник стихов Гвендолин Брукс — «Улица в Бронзвилле» («A street in Bronzeville») вышел в 1945 году и был хорошо принят критикой. В 1953 выходит небольшой, в значительной степени автобиографический роман Брукс «Мод Марта» («Maud Martha») — описание жизни негритянской девушки из Чикаго. В 1960 и 1963 выходят ещё два сборника стихов поэтессы — «Едоки бобов» («The Bean Eaters») и «Избранное» («Selected poems»).

## Гражданственность. Борьба против расовой дискриминации
Гвендолен Брукс всегда помнит о своих корнях, что находит отражение как в содержании её стихов, так и в той музыкальности и темпераментности, с которой они написаны. Но по мере того, как в США нарастает движение против расовой дискриминации, стих её к тому же становится сжатым, более динамичным и эмоциональным, а ирония переходит в беспощадную сатиру. После демонстраций 1968 года во главе с Мартином Лютером Кингом, которого Брукс последовательно поддерживает, она заявляет:
«На поэтов, которым случилось быть неграми, падает двойное испытание: они должны писать стихи, и они должны помнить, что они негры.»
Вместе с тем, Брукс не поддерживает экстремистских движений внутри антирасистского движения, хотя и признаёт, что они порождены социальной несправедливостью и невыносимыми условиями жизни.
Растущее расовое самосознание нашло отражение в сборниках «В Мекке» («In the Mecca», 1969), «Бунт» («Riot», 1969), «Семейные фотографии» («Family pictures», 1970), «Одиночество» («Aloneness», 1971).

## Признание
Уже за вторую свою книгу — поэму «Энни Аллен» («Annie Allen», 1949) Гвендолин Брукс была удостоена Пулитцеровской премии.
А в 1962 35-й президент США Джон Кеннеди приглашает Брукс к участию в фестивале поэзии, проводимом Библиотекой Конгресса. С тех пор она стала преподавать курс творческого письма.
После смерти Карла Сэндберга (1967) Брукс стала (пожизненно) поэтом-лауреатом штата Иллинойс, а в 1985 её избирают консультантом по поэзии при Библиотеке Конгресса США (до 1986).
В 1982 поэтесса принимала участие в советско-американской встрече писателей в Киеве.
До последних лет продолжала вести преподавательскую работу. Ещё при жизни Брукс её именем была названа одна из американских школ.